# La Popolarissima
La Popolarissima és una cursa ciclista d'un dia que es disputa a la Província de Treviso. La primera edició data del 1919, i es van organitzar dues edicions per any, una a la primavera i l'altra a la tardor, fins al 1922. El 2017 entrar a formar part del calendari de l'UCI Europa Tour. Està reservada a ciclistes sub-23 i amateurs sense contracte.

## Palmarès
| Any       | Vencedor                | Segon                 | Tercer                 |
| --------- | ----------------------- | --------------------- | ---------------------- |
| 1919 (1)  | Antonio Dalle Fusine    |                       |                        |
| 1919 (2)  | Giovanni Cimetta        |                       |                        |
| 1920 (1)  | Annibale Biasato        |                       |                        |
| 1920 (2)  | Attilio Longhetto       |                       |                        |
| 1921 (1)  | Adriano Zanaga          |                       |                        |
| 1921 (2)  | Angelo Testa            |                       |                        |
| 1922 (1)  | Gaetano Morbioli        |                       |                        |
| 1923 (2)  | Valentino Faccin        |                       |                        |
| 1923      | Livio Cattel            |                       |                        |
| 1924      | Sante Camporese         |                       |                        |
| 1925      | Augusto Dal Cin         |                       |                        |
| 1926      | Mario Lusiani           |                       |                        |
| 1927      | Aldo Canazza            |                       |                        |
| 1928      | Pietro Torres           |                       |                        |
| 1929      | Aimone Altissimo        |                       |                        |
| 1930      | Aimone Altissimo        |                       |                        |
| 1931      | Umberto Censi           |                       |                        |
| 1932      | Gino Zanardo            |                       |                        |
| 1933      | Giovanni Roman          |                       |                        |
| 1934      | Fausto Marion           |                       |                        |
| 1935      | Ottavio Gabrielli       |                       |                        |
| 1936      | Ottavio Gabrielli       |                       |                        |
| 1937      | Giovanni Zandona        |                       |                        |
| 1938      | Giovanni Brotto         |                       |                        |
| 1939      | Giovanni Brotto         |                       |                        |
| 1940      | Oreste Sperandio        |                       |                        |
| 1941      | Silvio Furlan           |                       |                        |
| 1942      | Giovanni Pinarello      |                       |                        |
| 1943      | Giovanni Bonso          |                       |                        |
| 1944      | ?                       |                       |                        |
| 1945      | Annibale Brasola        |                       |                        |
| 1946      | Annibale Brasola        |                       |                        |
| 1947      | Domenico De Zan         |                       |                        |
| 1948      | Rinaldo Beschi          |                       |                        |
| 1949      | Gino Galeazzi           |                       |                        |
| 1950      | Alberto Gardo           |                       |                        |
| 1951      | Lino Florean            |                       |                        |
| 1952      | Lino Rossato            |                       |                        |
| 1953      | Antonio Uliana          |                       |                        |
| 1954      | Tenaro Codato           |                       |                        |
| 1955      | Giuseppe Vanzella       |                       |                        |
| 1956      | no disputada            |                       |                        |
| 1957      | Pietro Zoppas           |                       |                        |
| 1958      | Dino Liviero            |                       |                        |
| 1959      | Giovanni Tessarolo      |                       |                        |
| 1960      | Mino Bariviera          |                       |                        |
| 1961      | Rino Rossetto           |                       |                        |
| 1962      | Enzo Pretolani          |                       |                        |
| 1963      | Edoardo Gregori         |                       |                        |
| 1964      | Luigino Friso           |                       |                        |
| 1965      | Mario da Dalt           |                       |                        |
| 1966      | Marino Basso            | PIetro Poloni         | Pierluigi Bovone       |
| 1967      | Gianpietro Talpo        | Pierluigi Ongarato    | Pasquale Zanatta       |
| 1968      | Pietro Poloni           |                       |                        |
| 1969      | Nereo Bazzan            |                       |                        |
| 1970      | Nereo Bazzan            |                       |                        |
| 1971      | Luigi Mazzucco          |                       |                        |
| 1972      | Gianni Sartori          |                       |                        |
| 1973      | Antonio Dal Bo          |                       |                        |
| 1974      | Pietro Poloni           |                       |                        |
| 1975      | Luciano Guidolin        | Flavio Martini        | Ferdinando Sabbadin    |
| 1976      | Aldo Borgato            | Adriano Brunello      | Tranquillo Andreetta   |
| 1977      | Adriano Brunello        | Aldo Borgato          | Flavio Martini         |
| 1978      | Pierangelo Bincoletto   | Claudio Pettinà       | Massimo Manzotti       |
| 1979      | Giovanni Biason         | Dino Baseggio         | Ireneusz Walczak       |
| 1980      | Graziano Poli           | Mauro Longo           | Emidio Bedendo         |
| 1981      | Franco Simionati        | Luciano Mastellotto   | Claudio Argentin       |
| 1982      | Giancarlo Bada          | Walter Comacchio      | Fabio Parise           |
| 1983      | Silvio Martinello       |                       |                        |
| 1984      | Fabio Parise            | Manrico Ronchiato     | Roberto Toffoletti     |
| 1985      | Federico Ghiotto        | Luciano Mastellotto   | Gianni Sfoggia         |
| 1986      | Ivan Parolin            | Luciano Boffo         | Luigi Simion           |
| 1987      | Giovanni Strazzer       | Giovanni Fidanza      | Endrio Leoni           |
| 1988      | Fabio Baldato           | Mirko Rossato         | Endrio Leoni           |
| 1989      | Orlando Sartori         | Moravio Pianegonda    | Michele Fortin         |
| 1990      | Stefano Checchin        | Mirko Gualdi          | Paolo Fedrigo          |
| 1991      | Desiderio Voltarel      | Luigi Simion          | Mariano Piccoli        |
| 1992      | Nicola Minali           | Alessandro Bertolini  | Luca Pavanello         |
| 1993      | Paolo Voltolini         | Biagio Conte          | Stefano Casagranda     |
| 1994      | Filippo Meloni          | Paolo Passarin        | Alessandro Tresin      |
| 1995      | Franco Maragno          | Nicola Chesini        | Michele Zamboni        |
| 1996      | Gabriele Balducci       | Dario Pieri           | Alessandro Spezialetti |
| 1997      | Luca Cei                | Nicola Chesini        | Antonio Salomone       |
| 1998      | Miguel Ángel Meza       | Wilmer Baldo          | Luca Niccolai          |
| 1999      | Michele Sartor          | Luca Niccolai         | Simone Cadamuro        |
| 2000      | Angelo Furlan           | Cristiano Parrinello  | Luciano Pagliarini     |
| 2001      | Ruslan Pidgornyy        | Dmitri Dementiev      | Mirco Lorenzetto       |
| 2002      | Francesco Chicchi       | Mauro Busato          | Enrico Grigoli         |
| 2003      | Murilo Fischer          | Daniel Zyck           | Mirco Lorenzetto       |
| 2004      | Gianluca Geremia        | Jonathan Righetto     | Stefano Brunelli       |
| 2005      | Luca D'Osvaldi          | Davide Beccaro        | Drasutis Stundzia      |
| 2006      | Roberto Ferrari         | Oscar Gatto           | Andrea Grendene        |
| 2007      | Mauro Abel Richeze      | Andrea Pinos          | Jacopo Guarnieri       |
| 2008      | Jacopo Guarnieri        | Andrea Piechele       | Sacha Modolo           |
| 2009      | Elia Viviani            | Andrea Menapace       | Davide Cimolai         |
| 2010      | Elia Viviani            | Giacomo Nizzolo       | Davide Gomirato        |
| 2011      | Siarhei Papok           | Oleksandr Polivoda    | Andrea Fedi            |
| 2012      | Marco Benfatto          | Alberto Cecchin       | Davide Gomirato        |
| 2013      | Nicola Ruffoni          | Federico Zurlo        | Stefano Perego         |
| 2014      | Nicolas Marini          | Liam Bertazzo         | Mattia De Mori         |
| 2015      | Rino Gasparrini         | Marco Maronese        | Xhuliano Kamberaj      |
| 2016      | Riccardo Minali         | Rino Gasparrini       | Matteo Malucelli       |
| 2017      | Filippo Calderaro       | Damiano Cima          | Leonardo Bonifazio     |
| 2018      | Giovanni Lonardi        | Filippo Fortin        | Nicolas Dalla Valle    |
| 2019      | Nicola Venchiarutti     | Christian Rocchetta   | Samuele Zambelli       |
| 2020-2021 | suspesa                 | suspesa               | suspesa                |
| 2022      | Nicolás Gómez Jaramillo | Francesco Della Lunga | Matteo Baseggio        |
| 2023      | Davide Persico          | Francesco Della Lunga | Giosuè Epis            |
| 2024      | Daniel Skerl            | Simone Buda           | Carlos Alfonso García  |
| 2025      | Ivan Smirnov            | Matteo Baseggio       | Lev Gonov              |